# ایپ من ۳
ایپ من ۳ (به انگلیسی: Ip Man 3) فیلمی در ژانر اکشن، زندگینامه‌ای، و رزمی هنگ کنگی، به کارگردانی ویلسون ییپ و نویسندگی ادموند وونگ است. از بازیگران آن می‌توان به دانی ین اشاره کرد. این فیلم بر اساس زندگی‌نامهٔ استاد ییپ من ساخته شده‌است و دنباله فیلم‌های ایپ من و ایپ من ۲ به شمار می‌رود.
نمایش افتتاحیه فیلم در تاریخ ۱۶ دسامبر ۲۰۱۵، در هنگ کنگ بود، و سپس به صورت رسمی در ۲۴ دسامبر ۲۰۱۵ در هنگ کنگ، مالزی و سنگاپور به نمایش درآمد.
همانند دو قسمت پیشین، در این قسمت نیز، بر اصالت سرزمین کهن چین، بعنوان نماینده ای از مردم مشرق زمین، در مقابل قدرت طلبی ها و جاه طلبی های نظام غالبا سرمایه داری و نژادپرستانه غربی تاکیده شده است که از طریق صحنه های مبارزات رزمی چینی(نماد اصالت چین) به مخاطب عرضه می گردد. 